# Gelochelidon macrotarsa
La pagaza australiana (Gelochelidon macrotarsa) es una especie de ave charadriiforme de la familia Laridae encontrada en Australia y Nueva Guinea. Anteriormente se consideraba una subespecie de la pagaza piconegra (Gelochelidon nilotica).

## Descripción
Mide entre 35 y 38 cm de longitud y entre 100 y 115 cm de envergadura. La masa corporal varía de 150 a 292 gramos.
Es un ave marina bastante grande y potente, similar en tamaño y apariencia general al charrán patinegro, pero con el pico corto y grueso similar a las gaviotas, alas anchas, patas largas y cuerpo robusto. Durante el verano, los adultos tiene las partes superiores grises, partes inferiores blancas, una gorra negra y el pico y las patas negras. En invierno, pierde la gorra negra y tiene un parche oscuro a través de los ojos, similar al charrán de Forster o a la gaviota cabecinegra. Las aves juveniles tienen una máscara más tenue, pero por lo demás se parecen mucho a los adultos en invierno.